# Amulet
Amulet war eine norwegische Hardcore-Punk / Post-Hardcore-Band aus Oslo, Norwegen.

## Geschichte
Amulet wurde 1993 von den drei Freunden Lars Rasmussen, Arne Haabeth und Torgny Amdam als klassische Hardcore-Punk-Band gegründet. 1994 veröffentlichten sie ihr Debüt Amulet. Drei Jahre später folgte mit Diamond die zweite Platte der Gruppe. Auf dieser Platte waren bereits Truls Berg als Schlagzeuger und Torgny nun als Sänger zu hören.
Die weitere Bandgeschichte ist von vielen Besetzungswechseln geprägt, sodass vom ursprünglichen Line-up nur Torgny und Lars übrig bleiben. Vor allem der Bass musste vier Mal neu besetzt werden. In der Vergangenheit tourten Amulet unter anderem mit Turbonegro. Im Oktober 2006 gab die Band schließlich ihre Auflösung für das Frühjahr 2007 bekannt.

## Stil
Gerade in den Anfangstagen spielten Amulet einen stark am klassischen Hardcore-Punk angelehnten Stil. Schnelle, treibende Parts und melodiösere Gitarrenriffs prägten das Bild der Gruppe auf der einen Seite. Zum anderen klangen immer wieder auch Einflüsse des frühen old school New York Hardcores durch:

„Statt dem melodischen Hardcore der frühen Tage gibt es auf "Burning Sphere" explosiven, schnellen Old School Hardcore New Yorker Prägung mit einem kräftigen Schuß Punk Rock.“

Später baute die Band verstärkt andere Elemente ein, sodass gerade ab den nach 2000 entstandenen Songs ein stärkerer Alternative-Rock-Einfluss zu hören ist.
Bei Green Hell wird Sound der Band auf dem Album All That Is Solid Melts into Air wie folgt charakterisiert:

„Prägend sei die [...] Melange aus treibendem, harten Old School, Punk Rock Melodien und Turbo-style Glamrock.“

## Diskografie

### Alben
- The Burning Sphere (1999)
- Freedom Fighters (2001)
- Danger! Danger! (2003)
- All That Is Solid Melts into Air (2005)
- Blessed & cursed (2007)

### EPs / Sonstiges
- Amulet (1994)
- Engrave (1996)
- Diamond (7", 1997)
- Life on the Edge of Chaos (7", 1998)
- Breaking News / We Are Thunders (7", 2003)
- Breaking News (Single) (2003)